# دیدرزه
دیدرزه (به آلمانی: Didderse) یک شهر  در آلمان است که در پاپنتایش واقع شده‌است. دیدرزه ۱٬۳۸۲ نفر جمعیت دارد.